# Bober (Seezeichen)

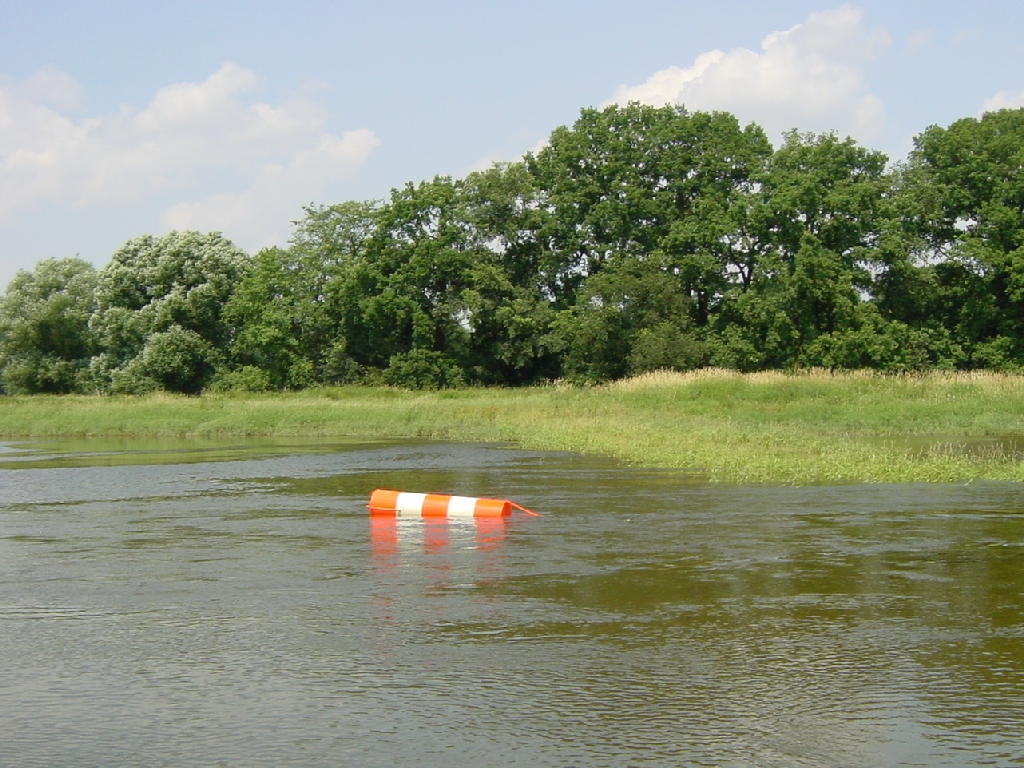
Ein Bober an der Elbe bei Hochwasser

Ein Bober ist ein schwimmendes Seezeichen, das die Fahrrinne eines Flusses, Stromes oder einer Seewasserstraße kennzeichnet. Er ist wie eine Fahrwasser-Tonne oder eine einfache schwimmende Stange rot oder grün, aber im Gegensatz zu diesen balkenförmig. Oftmals liegt ein Bober bei normalen Wasserständen auf dem Trockenen und schwimmt nur bei Hochwasser auf. Durch eine Kette wird er an seiner Stelle gehalten.